# Mark (voornaam)
Mark is een mannelijke voornaam.
De naam wordt ook in andere talen gebruikt in verschillende vormen: Marc, March, Marco, Marcus, Marek, Márk, Markie, Marko, Markó, Markos, Markus, Márkus, Marks, Marq, Marque, Marquette, Marx en Marky.
De voornaam Marcellus is een Latijnse vleivorm van Marcus. Zie: Marcellus en Marcel.
De naam is zeer populair in de gehele westerse wereld. Dit kan verklaard worden door de evangelist Marcus.
De Italiaanse vorm van de naam was in Venetië populair omdat Marcus van Alexandrië, die volgens de traditie dezelfde was als de schrijver van het Evangelie volgens Marcus, begraven ligt in deze stad onder de Basilica di San Marco, aan het Piazza San Marco.
De naam Mark, Marco enz. komt van de Latijnse voornaam Marcus, zie ook: Marcus (praenomen).
De naam Marcus is waarschijnlijk een afleiding van de naam van de Romeinse god Mars.
De Latijnse genitief van Mars is Martis, men kan dus aannemen dat er een t in de naam is geweest.
De afgeleide vorm luidde in het Oudlatijn (pre-klassieke Latijn) vermoedelijk Marticos, daarna Martcos en ten slotte Marcos.
Deze drie vormen zijn niet schriftelijk opgetekend, maar gereconstrueerd.
De betekenis zou dus zijn: "de Marsachtige", "zoon van Mars", "aan Mars toebehorend" enz.

## Bekende personen met de voornaam Marco
- Marko Albrecht, Duits danceproducer bekend als Mark 'Oh
- Marco Amelia, Italiaans voetbaldoelman
- Marco Andretti, Amerikaans autocoureur
- Marco Apicella, Italiaans autocoureur
- Marco Bakker, Nederlands zanger
- Marco Baliani, Italiaans acteur
- Marco Barrera, Mexicaans bokser
- Marco van Basten, Nederlands voetballer en voetbalcoach
- Marco Bogers, Nederlands voetballer en voetbalbestuurder
- Marco Boogers, Nederlands voetballer en voetbalbestuurder
- Marco Borriello, Italiaans voetballer
- Marco Borsato, Nederlands zanger
- Marco Brecelj, Sloveens zanger
- Marco Bui, Italiaans mountainbiker
- Marco Cé, Italiaans kardinaal
- Marco Cornez, Chileens voetballer
- Marco Davanzo, Italiaans kunstschilder
- Marco Etcheverry, Boliviaans voetballer
- Marco Ferrante, Italiaans voetballer
- Marco Fincato, Italiaans wielrenner
- Marco Fu, snookerspeler uit Hongkong
- Marco da Gagliano, Italiaans componist
- Marco Gentile, Nederlands voetballer
- Marco Gielen, Nederlands atleet
- Marco Godau, Duits zijspancrosser
- Marco Goldenbeld, Nederlands beeldend kunstenaar
- Marco Grassi, Zwitsers voetballer
- Marco Happich, Duits zijspancrosser
- Marco Hietala, Fins bassist en zanger
- Marco de Hollander, Nederlands zanger
- Marco Holtkamp, Nederlands wereldkampioen kooigevecht
- Marc Hottiger, Zwitsers voetballer
- Marko Iversen Kanic, Noors acteur
- Marco van Kerkhoven, Nederlands auteur en wetenschapsjournalist
- Marco Knauff, Nederlands schrijver van boeken en verhalen
- Marco Koers, Nederlands atleet
- Marco Kunst, Nederlands kinderboekenschrijver
- Marco Kutscher, Duits springruiter
- Marco Mann, Egyptisch kunstschilder
- Marco Masini, Italiaans zanger
- Marco Materazzi, Italiaans voetballer
- Marco Mengoni, Italiaans zanger
- Marco Mertens, Belgisch persfotograaf
- Marco Nanini, Braziliaans acteur
- Marco d'Ogionno, Italiaans kunstschilder (leerling van Leonardo da Vinci)
- Marco Oreggia, Oostenrijks wielrenner
- Marco Oreggia, Italiaans wereldwijd bekende olijfolie-expert
- Marco Pantani, Italiaanse wielrenner
- Marco Pappa, Guatemalteeks voetballer
- Marco Pascolo, Zwitsers voetballer
- Marco Pastors, Nederlands politicus Leefbaar Rotterdam
- Marco Pinotti, Italiaans wielrenner en industrieel ingenieur
- Marco Polo, Italiaans ontdekkingsreiziger
- Marco Reus, Duits voetballer
- Marco Roelofs, Nederlands zanger De Heideroosjes
- Marco Sanchez, Amerikaans acteur
- Marco Schrijver, Nederlands eindredacteur bij RTL
- Marco Senna, Spaans-Braziliaans voetballer
- Marco Serpellini, Italiaans wielrenner
- Marc Sleen, Belgisch striptekenaar
- Marco Sportiello, Italiaans voetbaldoelman
- Marco Streller, Zwitsers voetballer
- Marco Tardelli, Italiaans voetballer
- Marc Thomé, Luxemburgs voetballer en voetbaltrainer
- Marco V, (echte naam Marco Verkuijlen) Nederlands moderne en professionele dj
- Marko Vejinović, Nederlands Servisch voetballer
- Marco Verhagen, Nederlands presentator
- Marco Verspaendonk, Nederlands bokser (de zingende bokser)
- Marco van Voskuilen, Nederlands filmrecensent
- Marco Zoppo, Italiaans schilder uit de Renaissance
- Marco van Duin, Nederlandse voetbaldoelman

## Bekende personen met de voornaam Mark
- Mark Bloemendaal, Nederlandse voetballer
- Mark Bluvshtein, Canadese schaker
- Mark van Bommel, Nederlandse voetballer
- Mark Boog, Nederlandse dichter en romanschrijver
- Mark Bosnich, Australisch voetballer
- Mark Bresciano, Australisch voetballer
- Mark Chamberlain, Engelse voetballer
- Mark Chapman, Amerikaanse crimineel
- Mark Clifton, Amerikaanse schrijver
- Mark Dacascos, Amerikaanse karatekampioen en filmacteur
- Mark Demesmaeker, Vlaamse politicus en reporter
- Mark Dodd, Amerikaanse voetballer
- Mark Dudbridge, Engelse dartspeler
- Mark Elchardus, Belgische hoogleraar
- Mark van Eeuwen, Nederlandse acteur
- Mark Evans, Australische bassist
- Mark Eyskens, Belgische econoom en politicus
- Mark Farrington, Engelse voetballer
- Mark Feehily, Ierse zanger
- Mark Feld, Britse zanger/gitarist, ook wel bekend als Marc Bolan
- Mark Felt, Amerikaanse onderdirecteur van de FBI
- Mark-Jan Fledderus,  Nederlandse profvoetballer
- Mark Foggo,  Brits skamuzikant
- Mark Foster,  Britse topzwemmer
- Mark Geenen,  Belgische schaker
- Mark Gonzales, Amerikaanse skateboarder
- Mark González, Chileense profvoetballer
- Mark-Paul Gosselaar, Amerikaanse acteur
- Mark Haast, Nederlandse schaker
- Mark Haddon, Britse schrijver
- Mark Hamill, Amerikaanse acteur
- Mark Harbers, Nederlands politicus
- Mark Hebden, Britse schaker
- Mark Hewins, Britse musicus
- Mark Hoppus, Amerikaans artiest
- Mark Hughes, Britse voetballer
- Mark Huizinga, Nederlandse judoka
- Mark Hunt, Australische K-I-vechter
- Mark Hurd, Amerikaanse zakenman
- Mark Jansen, Nederlandse artiest
- Mark King, Britse bassist en zanger
- Mark Knopfler, Britse zanger en gitarist
- Mark Labrand, Nederlandse radio-dj
- Mark Lanegan, Amerikaanse zanger, componist, gitarist
- Mark van der Maarel, voetballer
- Mark Meekers, pseudoniem van een Belgische dichter, essayist en romancier
- Mark Noorlander, Nederlandse voetballer
- Mark 'Oh, pseudoniem van een Duitse danceproducer
- Mark Otten, Nederlandse voetballer
- Marc Overmars, Nederlandse voetballer
- Mark Peeters, Vlaamse zonderling
- Mark Pellegrino, Amerikaanse acteur
- Mark Philippoussis, Australische tennisser
- Mark Phillips, Britse sporter en ex-echtgenoot van Prinses Anne
- Mark Prager Lindo, Nederlandse schrijver
- Mark Renshaw, Australische wielrenner
- Mark Retera, Nederlandse striptekenaar en -scenarist
- Mark Roberts, Britse streaker
- Mark Rothko, Amerikaanse kunstschilder
- Mark Rutte, Nederlandse politicus
- Mark J. Ruyffelaert, Vlaamse schrijver
- Mark Scanlon, Ierse wielrenner
- Mark Seymour, Australische zanger
- Mark Shield, Australische voetbalscheidsrechter
- Mark Slinkman, Nederlands burgemeester
- Mark Spitz, Amerikaanse zwemkampioen
- Mark Spoon, pseudoniem van een Duitse dance- en technoproducer en -DJ
- Mark Strong, Britse acteur
- Mark Taimanov, Russische schaker
- Mark Tewksbury, Canadese topzwemmer
- Mark Thatcher, Britse zakenman
- Mark Tijsmans, Vlaams acteur, zanger en musicalster
- Mark Tseitlin, Israëlische schaker
- Mark Tuitert, Nederlandse schaatser
- Mark Tullo, Chileens golfer
- Mark Twain, Amerikaanse schrijver en essayist
- Mark Uytterhoeven, Vlaamse televisiepresentator
- Mark Van der Poorten, Belgisch politicus
- Mark Veens, Nederlandse zwemmer
- Mark Verhaegen, Vlaamse politicus
- Mark Viduka, Australische profvoetballer
- Mark Visser, Nederlands journaallezer
- Mark de Vries, Surinaamse profvoetballer
- Mark Wahlberg, Amerikaans acteur
- Mark Warnecke, Duitse topzwemmer
- Mark Webber, Australische autocoureur
- Mark van der Werf, Nederlandse schaker
- Mark Williams, Britse snookerspeeler en bokser
- Mark Wotte, Nederlandse voetbalspeler, trainer en technisch directeur
- Mark van der Zijden, Nederlandse topzwemmer
- Mark Zuckerberg, Amerikaanse ondernemer